# Arapaçu-de-barriga-pintada
Trepa-troncos-de-barriga-barrada ou arapaçu-de-barriga-pintada (Hylexetastes stresemanni) é uma espécie de ave da subfamília Dendrocolaptinae.
Pode ser encontrada nos seguintes países: Bolívia, Brasil e Peru.
Os seus habitats naturais são: florestas subtropicais ou tropicais húmidas de baixa altitude.